# حسین لرزاده
حسین بن محمد معمار معروف به لرزاده (۱۲۸۵ تهران - ۲۴ شهریور ۱۳۸۳ تهران) معمار و هنرمند ایرانی بود. وی طراح و مجری بنای آرامگاه فردوسی است.

## زندگی
لرزاده در سن هفت سالگی به مکتبخانه «میرزا حسن» در نزدیکی چهارراه حاج رضا خیابان بلورسازی رفت. پدرش، محمد لرزاده، که از معماران دوره قاجار بود، او را به مدرسه‌ای در کوچه پشت گذر مهدیخان فرستاد که در آنجا هندسه و حساب و رسم فنی و نقاشی را در سطح عالی طی کند. پس از دوران ابتدایی، چند سالی به دبیرستان سلطانی واقع در پل امیربهادر فرستاده شد. از آنجا که این مدرسه، رشته فنی مورد علاقه‌اش را نداشت، مدرسه را ترک و به شعبه مجسمه‌سازی مدرسه «کمال الملک» فرستاده شد. پس از یکسال و نیم که قالبگیری و قالب‌سازی آموخت، به دلیل شبهه حرمت این شغل، او را نزد «سیدمحمد تقی نقاش‌باشی» که کار تابلوسازی می‌کرد، فرستادند. اما از طرف دیگر، پدرش او را به کارهای فنی و رشته‌های معماری نیز وا می‌داشت و در جلسات شبانه که معماران برای آموختن رموز معماری در خانه ایشان جمع بودند، لرزاده را نیز در کار آن‌ها شرکت می‌داد. او نیز نمونه‌ها را با گچ و مقوا اسکلت (اصطلاحی که قبلاً به آن ماکت‌سازی می‌گفتند) می‌کرد و به‌طور عملی معماری را فرا می‌گرفت.
پس از مرگ پدر در سال ۱۳۰۵، به دعوت «جعفرخان کاشانی» که مشغول ساختن عمارت سنگی تپه علیخان در سعدآباد بود به آنجا رفت و مشغول به کار نقاشی در یکی از اتاق‌های این عمارت شد. نخستین کار مستقل لرزاده را می‌توان سردر بانک شاهی (بانک تجارت فعلی) واقع در میدان توپخانه تهران دانست.
لرزاده در طول عمر هنری نزدیک به یک قرن خود، مساجد متعددی را طراحی و اجرا کرد که در رأس آن مسجد اعظم (قم) به دعوت مستقیم آیت‌الله بروجردی قرار دارد. همچنین بنابه مأموریتی که آیت‌الله بروجردی به وی محول کرد، مأمور تعمیر و پاره‌ای تغییرات در حرم حسین بن علی در کربلا شد که طی حکمی از طرف آیت‌الله شهرستانی تولیت وقت آن حرم در عراق به او لقب «معمار آستانه مقدسه حضرت اباعبدالله الحسین (ع)» دادند.
حسین لرزاده در روز سه‌شنبه ۲۴ شهریور ۱۳۸۳ در سن ۹۸ سالگی درگذشت. او را در مقبره خانوادگی‌اش که خود ساخته بود در شهرری جنب مسجد افضلیه و روبه‌روی بی‌بی زبیده دفن کردند.

## همکاران
از جمله همکاران لرزاده می‌توان به حاج حسن بنائی و حاج محمد معمار کاشانی و حاج محمد شعرباف،مهندس آباد،مهندس کاچار، حاج حسن خواتین شیرازی و حاج حسین عشق آبادی اشاره کرد. در مسجد سپهسالار افراد دیگری نیز بوده‌اند که نام آن‌ها در لوحه جنب محراب گچ‌بری‌شده، آمده‌است. به عنوان مثال، کاشیکاری سر در جلوخان، کار اسدالله عموحسین و معرق کار حسین برهانی است. قسمت زنانه مسجد لرزاده و سردر، با کمک حاج حسن انگشت‌باف به انجام رسیده‌است.
در مقبره فردوسی نیز با هنرمندانی چون عمادالکتاب (خطاط کتیبه‌ها)،محمد قاسم باقرنژاد، عباس و غلامعلی دهشیری و حسین حجارباشی همکاری داشته‌است. از همکاران لرزاده در گنبد کاخ مرمر می‌توان از احمد خاک‌نگار مقدم و حسین طاهرزاده بهزاد نام برد.

## آثار

### معماری

حسین لرزاده و ارباب کیخسرو شاهرخ نماینده اقلیت زرتشتی مجلس در کنار آرامگاه فردوسی در حال ساخت، (سال ۱۳۱۲ شمسی)

- مقبره فردوسی که لرزاده هم طراحی و هم ساخت آن را در ۳۰ سالگی بر عهده داشته. این مقبره نخست توسط آندره گدار پایه ریزی شده و تا پله دوم نیز اجرا گردیده بود. طرحی که وی در نظر گرفته بود هرمی چون اهرام مصر بوده‌است. این طرح مورد قبول ذکاءالملک فروغی رئیس انجمن آثار ملی قرار نگرفت و قرار شد یک معمار ایرانی با طرحی ملی آن را تکمیل کند. حسین لرزاده مأمور طراحی و ساخت مقبره حکیم فردوسی شد و طی هجده ماه طرح را اجرا و کار را تا جشن هزاره فردوسی به اتمام رساند. از آنجا که فردوسی شاعری شیعه مذهب است، لرزاده در بالای قبر یک چهار کاسه به نشانه ارکان اربعه شیعه اجرا کرده بود که بعدها در تعمیرات بقعه این بخش از کار تخریب شد. در دهه ۳۰ شمسی هوشنگ سیحون این بنا را استحکام داد.

حسین لرزاده ۸۴۳ مسجد را طراحی و بعضاً اجرا یا نظارت کرده‌است که از آن جمله است:
- تعمیر و مرمت حرم امام حسین، در سال ۱۳۳۷ شمسی در کربلا
- مسجد لرزاده، خیابان لرزاده، خیابان خراسان
- مسجد سلمان، خیابان ۱۷ شهریور (شهباز) (تخریب شده)
- مسجد سجاد، خیابان جمهوری
- مسجد اعظم (قم)، خیابان موزه
- مسجد مهدیه، خیابان ری
- مسجد امام حسین، خیابان امام حسین
- مسجد فخریه، خیابان امیریه
- مسجد زعیم، خیابان منیریه
- مسجد فرازنده، خیابان شوش
- مسجد سپهسالار، خیابان بهارستان
- مسجد انبار گندم، خیابان ری
- مسجد سنگی، خیابان ری (تخریب شده)
- مسجد عمار، خیابان سپاه
- مسجد جاوید، خیابان بهارشیراز
- مسجد طوقچی،اصفهان میدان طوقچی
- مسجد علی آباد گرگان
- مسجد هامبورگ
- سر در دارالفنون
- سر در بانک شاهی (بانک تجارت کنونی) در میدان توپخانه که نخستین کار مستقل لرزاده بوده‌است. این کار به درخواست <<کهل>> (مسئول انگلیسی بانک) جهت طراحی سردری ایرانی برای این بانک صورت گرفت.
- مرمت و تزئینات خانه تاریخی کوره چیان واقع در تجریش تهران
- بیمارستان واقع در خیابان فلسطین که امروز به نام انقلاب خوانده می‌شود.
- گنبد کاخ مرمر
- کاخ رامسر
- کاخ گرگان
- کاخ شمس در کرج
- کاخ سعدآباد
- کاخ نیاوران
- ورودی هتل رامسر
- کاخ میان پشته انزلی
- سردر بانک شاهی (بانک تجارت بعدی)، میدان توپخانه تهران
- مرمت عمارت بادگیر کاخ گلستان
- مرمت کاخ برلیان کاخ گلستان
- مدرسه و مسجد آلاشت
- مسجد اعظم قم
- کاسه‌سازی یا «شمسه زیاد»: می‌توان کاسه‌سازی یا شمسه زیاد را امضای لرزاده بر آثارش دانست. در مساجد امام حسین (ع)، انبار گندم، مساجد تخریب شده سنگی، سلمان، عمار، فخریه، سجاد و پیش ورودی گنبدخانه سپهسالار که در آنجا یک نه کاسه مادر و بچه ظریف طراحی و اجرا کرده‌است.

### تألیفات
- «احیای هنرهای از یاد رفته» در دو مجلد که شامل آموزش اصول اربعه معماری سنتی است.
- «نغمه لرزاده» شامل اشعار.
- «صد امید» مجموعه اشعار لرزاده در زمان جنگ و انقلاب.
- «ماجرای معماری سنتی ایران در خاطرات استاد حسین لرزاده، از انقلاب تا انقلاب».

## افتخارات

تقدیرنامه ذکاءالملک فروغی نخست وزیر و رئیس انجمن آثار ملی ایران از حسین لرزاده معمار به پاس طراحی و اجرای مقبره فردوسی (جشن هزاره فردوسی، بهمن ۱۳۱۳)

- مدال فردوسی در سال ۱۳۱۳ شمسی به مناسبت جشن هزاره فردوسی برای طراحی و ساخت ساختمان مقبره حکیم توس
- مدال و نشان لیاقت علمی از نوع درجه سوم برای لیاقت او در معماری در سال ۱۳۱۹ شمسی
- مدال درجه اول همایون در سال ۱۳۲۹ شمسی
- مدال درجه پنجم همایون برای معماری کاخ‌ها در سال ۱۳۳۱
- نشان درجه پنجم تاج برای معماری کاخ‌ها در سال ۱۳۳۸
- نشان درجه چهارم همایون به خاطر کارشناسی و تصدی ساختمان‌های کاخ‌ها در سال ۱۳۴۶
- مدال یادبود به خاطر مشاوره عالی ساختمانی در سازمان کل فنی و خدمات اجتماعی
- دریافت درجه کارشناس آستانه مقدس حسینی (کربلا) در رمضان ۱۳۸۴ قمری به سبب تعمیر آستانه حرم حسین بن علی و تجدید بنای ایوان بزرگ
- دریافت نشان خادم برگزیده قرآن کریم از سوی رئیس جمهور در دهمین نمایشگاه بین‌المللی قرآن کریم، تهران، آبان ۱۳۸۱ شمسی
- نشان فرهنگستان هنر جهوری اسلامی ایران به عنوان منتخب فرهنگستان در بزرگداشت نام‌آوران سال ۱۳۸۱ شمسی